# Oleg Salenko
Oleg Anatol'evič Salenko (in russo Олег Анатольевич Саленко?; Leningrado, 25 ottobre 1969) è un ex calciatore sovietico e russo, che fu brevemente tesserato anche per la federazione ucraina.
Fu capocannoniere a pari merito con il bulgaro Hristo Stoičkov del campionato mondiale di calcio 1994. Nella suddetta competizione ha inoltre stabilito il record di marcature in un singolo incontro nella storia dei Mondiali di calcio, realizzando ben cinque reti nell'incontro vinto 6-1 contro il Camerun.

## Biografia
Nato a Leningrado (odierna San Pietroburgo) da padre ucraino e madre russa, Salenko si è sempre definito «sovietico» anche dopo la cessazione formale dell'URSS avvenuta nel 1991.

## Carriera

### Club
Esordì nel campionato sovietico nel 1986 con il club della sua città, lo Zenit Leningrado, con la quale segnò 11 gol in due stagioni. Nel 1989 passò alla Dinamo Kiev, club con cui rimase per quattro stagioni e segnò 48 reti; nella transizione tra Unione Sovietica e l'indipendenza delle sue quindici ex-repubbliche, fu affiliato alla federazione ucraina potendo scegliere, per provenienza familiare, tra questa e quella russa. Nel 1992 lasciò l'ex URSS per trasferirsi in Spagna al CD Logroñés con la nuova affiliazione russa, dove trascorse due stagioni per un totale di 23 reti totali.
A inizio 1994 fu invece al Valencia (9 reti). Al ritorno dal Mondiale, però, il rapporto con il Valencia si deteriorò, e solo pochi mesi dopo, nel gennaio del 1995, Salenko si trasferì in Scozia al Rangers, con cui segnò 7 reti. Ormai in rotta anche con il pubblico britannico, si trasferì in Turchia all'İstanbulspor, dove segnò 13 reti (11 in campionato, 2 in Coppa di Turchia). Nel marzo del 1997, però, un serio infortunio al ginocchio lo costrinse ad una difficile operazione, che segnò l'inizio della fine della sua carriera.
Per due anni, infatti, fu inattivo.
Nel 1999 venne richiamato in Spagna per un provino con il Córdoba, che però si risolse in un nulla di fatto. Giocò la sua ultima stagione, 2000-01, in Polonia nel Pogon Stettino. Nel 2002 si trasferì a Kiev, in attesa di un'offerta da parte di un club ucraino, offerta che però non arrivò. Nel frattempo si dedicò al beach soccer, e nel 2003 ricoprì la carica di allenatore della Nazionale ucraina di tale sport. Nel corso dei Mondiali nippo-coreani del 2002 si occupò delle telecronache per la televisione ucraina.

### Nazionale
A livello internazionale Salenko rappresentò l'URSS in categoria giovanile; il suo esordio seniores fu nel 1992 con la neonata formazione dell'Ucraina che all'Avanhard di Užhorod disputava la sua prima partita in assoluto: contro l'Ungheria perse 1-3.
Fu, quella, l'unica partita disputata con la nazionale ex-sovietica, prima di passare nel 1992 a un'altra erede dell'URSS, la Russia, con cui esordì il 17 novembre 1993 ad Atene contro la Grecia in un incontro di qualificazione al campionato mondiale di calcio 1994, cui prese successivamente parte.
Nonostante l'eliminazione russa al primo turno, in 3 incontri disputati, per 215 minuti effettivi di gioco, Salenko marcò in totale 6 goal, 5 dei quali nell'ultima partita del girone contro il Camerun del 28 giugno.
Le cinque segnature giunsero al 15', 41', 44' (su rigore), 72' e 75' e, insieme a quella realizzata in precedenza nell'incontro perso 1-3 contro la Svezia, portarono il totale a 6 rendendolo il capocannoniere di tale edizione benché in coabitazione con il bulgaro Hristo Stoičkov.
Quelli segnati nel campionato mondiale negli Stati Uniti furono gli unici goal marcati da Salenko in tutta la sua carriera internazionale, che si chiuse proprio in quella partita contro il Camerun; con la maglia russa Salenko vanta nell'arco di 7 mesi una media goal di 0,75 a incontro, avendo disputato 8 partite e segnato 6 goal.
Intervistato vent'anni dopo avere stabilito il suo — a oggi insuperato — record, Salenko disse che gran parte del merito della sua impresa fu il fatto di avere giocato contro il Camerun, «buona squadra» ma «con problemi di tattica» e «presa dalla frenesia di attaccare una volta passata in svantaggio», cosa questa che aprì il gioco ai contropiede russi, pur manifestando ancora rammarico per l'eliminazione al primo turno, benché giunta in un gruppo che comprendeva anche Brasile e Svezia, rispettivamente campione del mondo e terza classificata alla fine del campionato.
Per quanto riguarda la prematura fine della sua attività internazionale, terminata in quel campionato del mondo a neppure 25 anni di età, Salenko la attribuisce all'intenzione dell'allora C.T. russo Oleg Romancev di non dare spazio a giocatori che godevano di maggior fama rispetto a lui stesso; quando a Romancev succedette il nuovo C.T. Boris Ignat'ev Salenko era indisponibile per infortunio e quindi sfumò qualsiasi progetto di ritorno in nazionale.

## Statistiche

### Cronologia presenze e reti in nazionale

#### Ucraina
| Cronologia completa delle presenze e delle reti in nazionale ― Unione Sovietica | Cronologia completa delle presenze e delle reti in nazionale ― Unione Sovietica | Cronologia completa delle presenze e delle reti in nazionale ― Unione Sovietica | Cronologia completa delle presenze e delle reti in nazionale ― Unione Sovietica | Cronologia completa delle presenze e delle reti in nazionale ― Unione Sovietica | Cronologia completa delle presenze e delle reti in nazionale ― Unione Sovietica | Cronologia completa delle presenze e delle reti in nazionale ― Unione Sovietica | Cronologia completa delle presenze e delle reti in nazionale ― Unione Sovietica |
| Data                                                                            | Città                                                                           | In casa                                                                         | Risultato                                                                       | Ospiti                                                                          | Competizione                                                                    | Reti                                                                            | Note                                                                            |
| ------------------------------------------------------------------------------- | ------------------------------------------------------------------------------- | ------------------------------------------------------------------------------- | ------------------------------------------------------------------------------- | ------------------------------------------------------------------------------- | ------------------------------------------------------------------------------- | ------------------------------------------------------------------------------- | ------------------------------------------------------------------------------- |
| 29-4-1992                                                                       | Užhorod                                                                         | Ucraina                                                                         | 1 – 3                                                                           | Ungheria                                                                        | Amichevole                                                                      | -                                                                               | 59’                                                                             |
| Totale                                                                          |                                                                                 | Presenze                                                                        | 1                                                                               |                                                                                 | Reti                                                                            | 0                                                                               |                                                                                 |

#### Russia
| Cronologia completa delle presenze e delle reti in nazionale ― Russia | Cronologia completa delle presenze e delle reti in nazionale ― Russia | Cronologia completa delle presenze e delle reti in nazionale ― Russia | Cronologia completa delle presenze e delle reti in nazionale ― Russia | Cronologia completa delle presenze e delle reti in nazionale ― Russia | Cronologia completa delle presenze e delle reti in nazionale ― Russia | Cronologia completa delle presenze e delle reti in nazionale ― Russia | Cronologia completa delle presenze e delle reti in nazionale ― Russia |
| Data                                                                  | Città                                                                 | In casa                                                               | Risultato                                                             | Ospiti                                                                | Competizione                                                          | Reti                                                                  | Note                                                                  |
| --------------------------------------------------------------------- | --------------------------------------------------------------------- | --------------------------------------------------------------------- | --------------------------------------------------------------------- | --------------------------------------------------------------------- | --------------------------------------------------------------------- | --------------------------------------------------------------------- | --------------------------------------------------------------------- |
| 17-11-1993                                                            | Atene                                                                 | Grecia                                                                | 0 – 1                                                                 | Russia                                                                | Qual. Mondiali 1994                                                   | -                                                                     | 46’                                                                   |
| 29-1-1994                                                             | Seattle                                                               | Stati Uniti                                                           | 1 – 1                                                                 | Russia                                                                | Amichevole                                                            | -                                                                     |                                                                       |
| 2-2-1994                                                              | Oakland                                                               | Messico                                                               | 1 – 4                                                                 | Russia                                                                | Amichevole                                                            | -                                                                     |                                                                       |
| 23-3-1994                                                             | Dublino                                                               | Irlanda                                                               | 0 – 0                                                                 | Russia                                                                | Amichevole                                                            | -                                                                     |                                                                       |
| 29-5-1994                                                             | Mosca                                                                 | Russia                                                                | 2 – 1                                                                 | Slovacchia                                                            | Amichevole                                                            | -                                                                     |                                                                       |
| 20-6-1994                                                             | San Francisco                                                         | Brasile                                                               | 2 – 0                                                                 | Russia                                                                | Mondiali 1994 - 1º turno                                              | -                                                                     | 56’                                                                   |
| 24-6-1994                                                             | Detroit                                                               | Svezia                                                                | 3 – 1                                                                 | Russia                                                                | Mondiali 1994 - 1º turno                                              | 1                                                                     |                                                                       |
| 28-6-1994                                                             | San Francisco                                                         | Russia                                                                | 6 – 1                                                                 | Camerun                                                               | Mondiali 1994 - 1º turno                                              | 5                                                                     |                                                                       |
| Totale                                                                |                                                                       | Presenze                                                              | 8                                                                     |                                                                       | Reti                                                                  | 6                                                                     |                                                                       |

## Palmarès

### Club
- Coppa dell'URSS: 1

Dinamo Kiev: 1989-1990
- Campionato sovietico: 1

Dinamo Kiev: 1990
- Campionato scozzese: 1

Rangers: 1994-95

### Individuale
- Scarpa d'oro del campionato del mondo Under-20: 1

Arabia Saudita 1989 (5 gol)
- Scarpa d'oro del campionato mondiale di calcio: 1

Stati Uniti 1994 (6 gol a pari merito con Hristo Stoičkov)